# Elvira Herman
Elvira Uladzimirauna Herman (en bielorruso: Эльвира Уладзіміраўна Герман, Pinsk, 19 de junio de 1997) es una deportista bielorrusa que compite en atletismo, especialista en las carreras de vallas.
Ganó una medalla de oro en el Campeonato Europeo de Atletismo de 2018 y una medalla de bronce en el Campeonato Europeo de Atletismo en Pista Cubierta de 2019.

## Palmarés internacional
| Campeonato Europeo                   | Campeonato Europeo    | Campeonato Europeo | Campeonato Europeo |
| Año                                  | Lugar                 | Medalla            | Prueba             |
| ------------------------------------ | --------------------- | ------------------ | ------------------ |
| 2018                                 | Berlín (Alemania)     | Medalla de oro     | 100 m vallas       |
| Campeonato Europeo en Pista Cubierta |                       |                    |                    |
| Año                                  | Lugar                 | Medalla            | Prueba             |
| 2019                                 | Glasgow (Reino Unido) | Medalla de bronce  | 60 m vallas        |